# Sven-Erik Westerberg

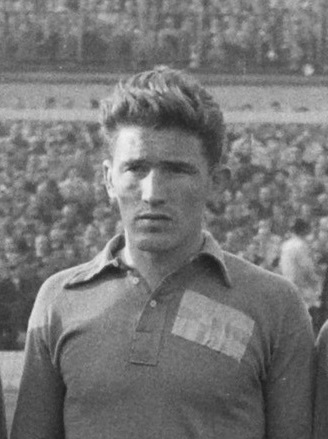
Sven-Erik im Jahr 1952

Sven-Erik Westerberg (* 4. Januar 1925 in Bollstabruk; † 25. April 1959) war ein schwedischer Fußballspieler und -funktionär. Er bestritt zwei Länderspiele für die schwedische Nationalmannschaft und gehörte dem Organisationskomitee für die Weltmeisterschaft 1958 an.

## Werdegang
Nachdem Westerberg in seinem Heimatort mit dem Fußballspielen begonnen hatte, zog er nach Sundsvall, um dort seinen Militärdienst abzuleisten und anschließend dort als Sportjournalist zu arbeiten. Daher schloss er sich dem örtlichen Kubikenborgs IF an, mit dem er unterklassig antrat. 1951 fiel er bei einem Freundschaftsspiel einer Regionalauswahl gegen die brasilianische Mannschaft Flamengo Rio de Janeiro den Verantwortlichen des Helsingborgs IF auf, die ihn in die Allsvenskan holten. Dort überzeugte er und kam im Laufe der Erstliga-Spielzeit 1951/52 zu 17 Ligaspielen, in denen er zwei Tore erzielte. 

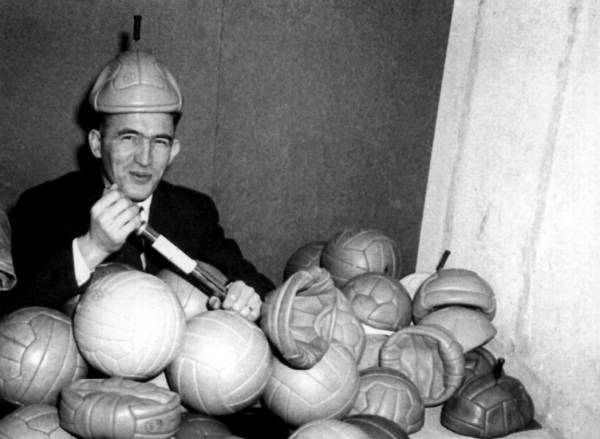
Westerberg als Repräsentant für die WM 1958

Zudem machte er das Auswahlkomitee der Nationalmannschaft auf sich aufmerksam, so dass er am 26. März 1952 zu seinem Länderspieldebüt kam. Beim 1:0-Erfolg über Frankreich im Pariser Prinzenparkstadion erzielte er vor 35.779 Zuschauern kurz vor Schluss den spielentscheidenden Treffer. 
Im Sommer 1952 wechselte Westerberg zum Erstliga-Aufsteiger AIK. Für seinen neuen Klub spielte er in den folgenden zweieinhalb Jahren unregelmäßig als Halbstürmer. 
Im Herbst 1954 beendete Westerberg nach 28 Ligaspielen, in denen er vier Tore erzielt hatte, seine aktive Karriere bei AIK. Als Sportjournalist für das Idrottsbladet stand er regelmäßig mit dem Svenska Fotbollförbundet in Verbindung. Daher wurde er in die Vorbereitungen für das Weltmeisterschaftsendrundenturnier in Schweden im Sommer 1958 eingebunden und gehörte dem Organisationskomitee an.
1959 verstarb Westerberg im Alter von 34 Jahren. Er erlag einem Hirntumor.